# Alice Bah Kuhnke

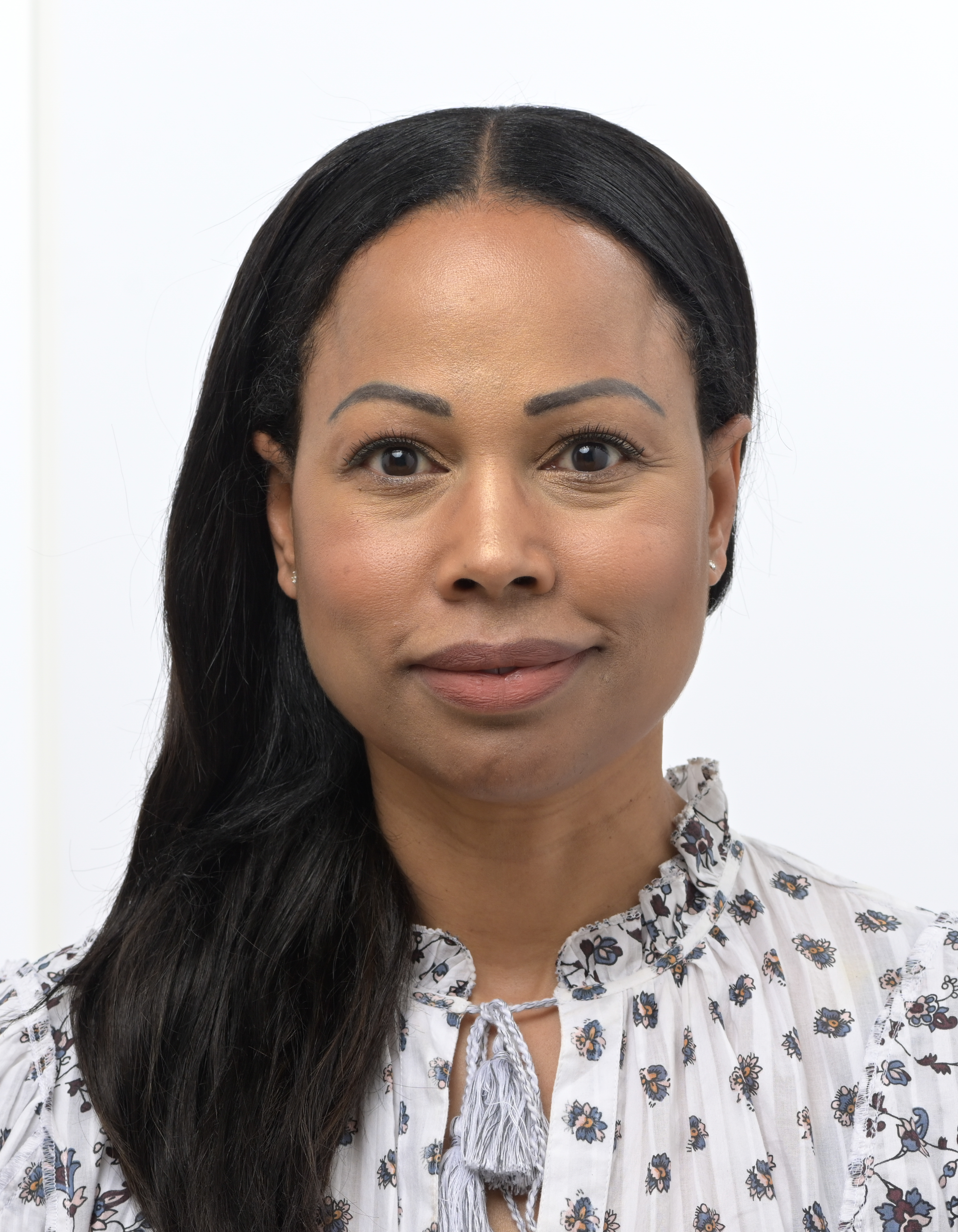
Alice Bah Kuhnke (2024)

Alice Bah Kuhnke (* 21. Dezember 1971 in Malmö als Alice Bah) ist eine schwedische Journalistin und Politikerin (Miljöpartiet de Gröna). Von 2014 bis 2019 war sie Kultur- und Demokratieministerin in der Regierung Löfven, seit 2019 ist sie Mitglied des 9. Europäischen Parlaments als Teil der Fraktion Die Grünen/EFA, deren stellvertretende Fraktionsvorsitzende sie zudem ist.

## Leben

### Ausbildung und berufliche Karriere
Bah Kuhnke ist in Horda (Småland) aufgewachsen. Ihr Vater kommt aus Gambia, die Mutter ist Schwedin. Sie verbrachte ihre Schulzeit an einem Sportgymnasium in Växjö und war Ende der 1980er Jahre eine der besten 200-Meter-Läuferinnen Schwedens. Von 1992 bis 2000 arbeitete sie für die schwedischen Fernsehsender Sveriges Television und TV4.
Nach ihrem Studium der Politikwissenschaft an der Universität Stockholm von 1999 bis 2003 war sie von 2004 bis 2007 Generalsekretärin von Fairtrade Schweden. Zwischen 2008 und 2009 leitete sie eine Denkfabrik zur Zivilgesellschaft, bevor sie ab 2013 bei dem Beratungsunternehmen ÅF für Nachhaltigkeitsfragen zuständig war. 2013 wurde sie zur Generaldirektorin der Behörde für Jugend- und Zivilgesellschaftsfragen (MUCF) ernannt.
Bah Kuhnke war Mitglied in den Aufsichtsräten und Vorständen verschiedener Organisationen und Unternehmen, unter anderem bei der Stiftung Künstler gegen Nazis (Artister mot nazister, 2001 bis 2007), der Kinderrechtsorganisation Save the Children Sweden (2002 bis 2011) und beim Königlichen Dramatischen Theater in Stockholm (2006 bis 2012).

### Wechsel in die Politik

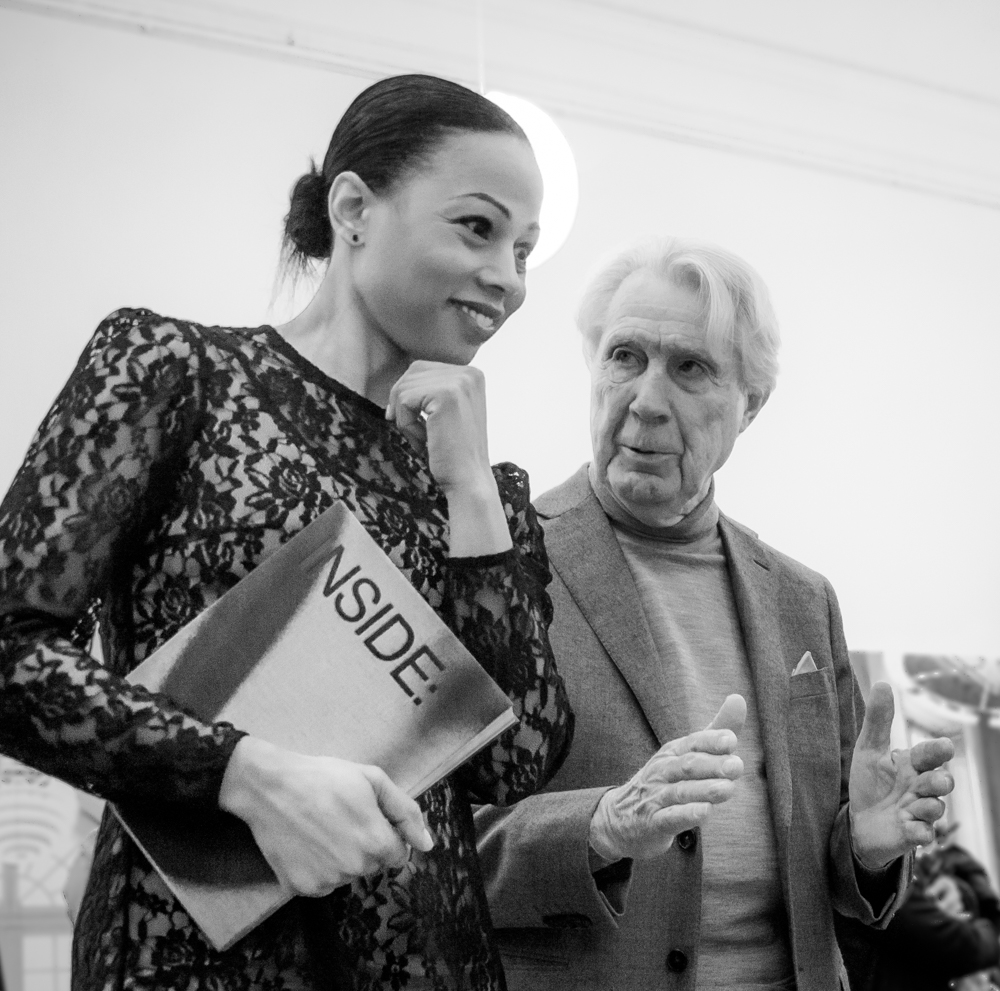
Alice Bah Kuhnke (2018)

2014 wurde Bah Kuhnke überraschend Kultur- und Demokratieministerin in der ersten Regierung Löfven. Nur drei Tage zuvor war sie der Partei Miljöpartiet de Gröna beigetreten. Im Mai 2016 wurde sie in den Vorstand ihrer Partei gewählt. Nach der Reichstagswahl 2018 kündigte Bah Kuhnke an, dass sie der neuzubildenden Regierung nicht mehr angehören werde. Am 21. Januar 2019 wurde sie von Amanda Lind als Kulturministerin abgelöst.
Für die Europawahl 2019 nominierten die schwedischen Grünen sie als Spitzenkandidatin. Bei den Europawahlen gewannen die schwedischen Grünen zwei der 21 schwedischen Mandate (und damit zwei weniger als bei der Europawahl 2014). Damit zogen Bah Kuhnke sowie ihr Kollege Pär Holmgren in das Europäische Parlament ein, beide traten der Fraktion Die Grünen/EFA bei. In der konstituierenden Sitzung wählte die Fraktion Bah Kuhnke zu einer der sieben stellvertretenden Fraktionsvorsitzenden. Für die Fraktion war sie in der neunten Legislatur (2019–2024) Mitglied im Ausschuss für bürgerliche Freiheiten, Justiz und Inneres sowie im Ausschuss für die Rechte der Frau und die Gleichstellung der Geschlechter. Sie ist in der 10. Legislaturperiode (2024–2029) erneut Mitglied im Ausschuss für bürgerliche Freiheiten, Justiz und Inneres sowie erneut stellvertretendes Mitglied im Ausschuss für die Rechte der Frauen und die Gleichstellung der Geschlechter und stellvertretendes Mitglied im Ausschuss für Binnenmarkt und Verbraucherschutz.